# Putím
Putím är en ort i Tjeckien. Den ligger i regionen Södra Böhmen, i den centrala delen av landet, 90 km söder om huvudstaden Prag. Putím ligger 376 meter över havet och antalet invånare är 443.
Terrängen runt Putím är platt västerut, men österut är den kuperad. Putím ligger nere i en dal. Runt Putím är det ganska tätbefolkat, med 86 invånare per kvadratkilometer. Närmaste större samhälle är Písek, 5,3 km norr om Putím. Trakten runt Putím består till största delen av jordbruksmark.